# Buggy Boy
Buggy Boy, rinominato Speed Buggy in Nordamerica, è un videogioco arcade simulatore di guida di una dune buggy, pubblicato nel 1985 dalla Tatsumi Electronics in Giappone e concesso in licenza per l'estero alla Taito o  in Nordamerica alla Data East USA. Nel 1987-1988 uscirono conversioni per gli home computer Amiga, Amstrad CPC, Atari ST, Commodore 64 e ZX Spectrum, sviluppate e pubblicate in Europa dalla Elite Systems e pubblicate in Nordamerica dalla Data East. 
Il cabinato arcade originale, prodotto con seduta o verticale, è dotato di tre schermi affiancati per mostrare nel complesso una visuale panoramica continua, una tecnica già usata in TX-1 sempre della Tatsumi. Nel 1986 venne prodotto anche in versioni più ordinarie a un solo schermo, con il titolo Buggy Boy Junior sul cabinato (in Nordamerica resta sempre Speed Buggy) e con visuale quindi molto più ristretta; comunque, secondo Computer and Video Games 52 i tre schermi non erano realmente necessari per la giocabilità.
Le conversioni domestiche della Elite, basate ovviamente sulla versione a un solo schermo, furono generalmente lodate dalla critica e si fecero notare come un'ottima conversione di arcade, specialmente per quanto riguarda Commodore 64, Amiga e Atari ST.
Nel 2004 la Elite Systems pubblicò anche una conversione ufficiale per telefoni cellulari (Nokia o Sharp).

## Modalità di gioco
Si gareggia in giocatore singolo su una pista a scelta tra cinque disponibili, con ambientazioni temperate, desertiche o innevate. Ci sono quattro piste che prendono i nomi dai punti cardinali e la pista offroad, un po' più facile, l'unico circuito chiuso in cui si percorrono cinque giri.
La visuale è tridimensionale, con punto di vista posteriore alla vettura e un po' rialzato. I controlli sono sterzo, accelerazione e cambio tra due marce; in versione arcade si dispone di volante, pedale e leva del cambio, mentre nelle conversioni si utilizzano joystick e tastiera.
Di solito ci sono una stretta strada centrale e due corsie sterrate laterali, delimitate all'esterno da cordoli non oltrepassabili. Il terreno percorribile è disseminato di ostacoli, come rocce, alberi, muraglie e steccati, in tema anche con le ambientazioni delle piste. Meno frequenti sono le buggy avversarie, che hanno la caratteristica di poter raccogliere i bonus proprio come il giocatore. Restringimenti come gole, ponti sull'acqua e gallerie possono ridurre il numero di corsie. 
Gli incidenti con cappottamenti o cadute in acqua causano perdite di tempo con ripartenza da fermo. Ogni pista è divisa in cinque tappe con traguardi intermedi che devono essere tagliati prima che scada il tempo concesso per la tappa, pena il game over. 
Tra gli oggetti sulla pista ci sono anche tronchi distesi che, se investiti, fanno da trampolino per un grosso salto della buggy, che può essere utile per superare altri ostacoli. Tronconi e rocce piccole fanno invece inclinare di lato la buggy, che può continuare per un po' a procedere in bilico su due ruote, cosa che può facilitare il passaggio attraverso strettoie.
Si incontrano anche numerosi bonus. Passando sotto le apposite porte si possono guadagnare punti oppure più tempo per la tappa successiva. Raccogliendo le bandierine colorate si ottiene punteggio, soprattutto se vengono raccolte nello specifico ordine di colore indicato in alto (esclusi Amstrad e Spectrum, dove le bandierine sono tutte uguali). Altri punti si guadagnano colpendo palloni da calcio.